# 山阁镇
山阁镇，是中华人民共和国广东省茂名市茂南区下辖的一个乡镇级行政单位。

## 行政区划
山阁镇下辖以下地区：
东山社区、烧酒村、金塘岭村、下池村、禄村、合益村、山阁村、黄杰村、福居村、高车村和那际村。